# Isla Manuel Rodríguez
Isla Manuel Rodríguez är en ö i Chile.   Den ligger i regionen Región de Magallanes y de la Antártica Chilena, i den södra delen av landet, 2 100 km söder om huvudstaden Santiago de Chile.
I omgivningarna runt Isla Manuel Rodríguez växer i huvudsak barrskog. Trakten runt Isla Manuel Rodríguez är nära nog obefolkad, med mindre än två invånare per kvadratkilometer.